# Đại nhạc hội rối
Đại nhạc hội rối (tiếng Anh: The Muppets) là một bộ phim hài nhạc kịch của Mỹ 2011 và là phim chiếu rạp thứ bảy của The Muppets. Phim do James Bobin đạo diễn, sản xuất bởi David Hoberman và Todd Lieberman, với kịch bản do Jason Segel và Nicholas Stoller chắp bút. Phim còn có sự tham gia của Segel, Amy Adams, Chris Cooper và Rashida Jones, cũng như diễn viên lồng tiếng cho các chú rối Steve Whitmire, Eric Jacobson, Dave Goelz, Bill Barretta, David Rudman, Matt Vogel và Peter Linz. Phim khởi chiếu ở Việt Nam ngày 20 tháng 1 năm 2012.